# Ямамото Ріхіто
Ямамото Ріхіто (яп. 山本 理仁, нар. 12 грудня 2002, Префектура Канаґава) — японський футболіст, півзахисник бельгійського «Сент-Трюйдена» і олімпійської збірної Японії.

## Клубна кар'єра
У дорослому футболі дебютував 2019 року виступами за команду «Токіо Верді», в якій провів три сезони, взявши участь у 104 матчах чемпіонату.  Більшість часу, проведеного у складі «Токіо Верді», був основним гравцем команди.
Своєю грою за цю команду привернув увагу представників тренерського штабу клубу «Гамба Осака», до складу якого приєднався 2022 року. Відіграв за команду з Осаки наступний сезон своєї ігрової кар'єри.
Влітку 2023 року був орендований бельгійським «Сент-Трюйденом», а за рік уклав з бельгійцями повноцінний контракт.

## Виступи за збірні
2019 року дебютував у складі юнацької збірної Японії (U-18), загалом на юнацькому рівні взяв участь у 1 іграх.
З 2022 року залучається до складу молодіжної збірної Японії. На молодіжному рівні зіграв у 28 офіційних матчах, забив 2 голи.
2024 року включений до лав олімпійської збірної Японії. У її складі — учасник футбольного турніру на Олімпійських іграх 2024 року в Парижі.

## Статистика виступів

### Статистика клубних виступів
Станом на 17 листопада 2023
| Сезон             | Команда           | Чемпіонат         | Чемпіонат | Чемпіонат | Національний кубок | Національний кубок | Національний кубок | Континентальні кубки | Континентальні кубки | Континентальні кубки | Інші змагання | Інші змагання | Інші змагання | Усього | Усього | Усього |
| Сезон             | Команда           | Ліга              | Ігор      | Голів     | Ліга               | Ігор               | Голів              | Ліга                 | Ігор                 | Голів                | Ліга          | Ігор          | Голів         | Ігор   | Голів  |        |
| ----------------- | ----------------- | ----------------- | --------- | --------- | ------------------ | ------------------ | ------------------ | -------------------- | -------------------- | -------------------- | ------------- | ------------- | ------------- | ------ | ------ | ------ |
| 2019              | «Токіо Верді»     | J2                | 22        | 0         | КДжЛ+КІ            | 0+1                | 0                  |                      | -                    | -                    |               | -             | -             | 23     | 0      |        |
| 2020              | «Токіо Верді»     | J2                | 35        | 1         | КДжЛ+КІ            | 0                  | 0                  |                      | -                    | -                    |               | -             | -             | 35     | 1      |        |
| 2021              | «Токіо Верді»     | J2                | 30        | 1         | КДжЛ+КІ            | 0+1                | 0                  |                      | -                    | -                    |               | -             | -             | 31     | 1      |        |
| 2022              | «Токіо Верді»     | J2                | 17        | 1         | КДжЛ+КІ            | 0                  | 0                  |                      | -                    | -                    |               | -             | -             | 17     | 1      |        |
| 2022              | «Гамба Осака»     | J1                | 2         | 0         | КДжЛ+КІ            | 0                  | 0                  |                      | -                    | -                    |               | -             | -             | 2      | 0      |        |
| 2023              | «Гамба Осака»     | J1                | 11        | 0         | КДжЛ+КІ            | 4+0                | 0                  |                      | -                    | -                    |               | -             | -             | 15     | 0      |        |
| 2023–24           | «Сент-Трюйден»    | Д1                | 14        | 0         | КБ                 | 1                  | 0                  |                      | -                    | -                    |               | -             | -             | 15     | 0      |        |
| Усього за кар'єру | Усього за кар'єру | Усього за кар'єру | 131       | 3         |                    | 7                  | 0                  |                      | -                    | -                    |               | -             | -             | 138    | 3      |        |